# Catedral Nossa Senhora de Fátima (Imperatriz)
A Catedral Nossa Senhora de Fátima é um templo católico localizado em Imperatriz, no Maranhão, sendo sede da diocese de Imperatriz.

## História
A comunidade dedicada a Nossa Senhora de Fátima teve início em 1952, quando Frei Epifânio, padre capuchinho italiano que chegou a Imperatriz no mesmo ano, conseguiu uma doação de um terreno da prefeitura na então nascente Praça de Fátima para erguer uma capelinha simples, construída com materiais doados pela população e situada ao lado de um pé de cajueiro.
Em 15 de agosto de 1953, foi realizada a procissão de inauguração da imagem de Nossa Senhora de Fátima, saindo da Igreja de Santa Teresa D'Avila após celebração da missa, com destino à capelinha coberta de palha, celebrando o nascimento da nova comunidade. Com o crescimento do número de fiéis, foi construída uma igreja de alvenaria.
Em 1964, foi lançada a pedra fundamental da nova igreja, construída com tijolos e telhas produzidos localmente, com a participação ativa dos fiéis, inclusive na doação dos vitrais. A igreja foi inaugurada em 1967, tendo sido realizada uma procissão luminosa que trouxe a imagem de Nossa Senhora de Fátima em 13 de outubro de 1968 para ocupar a parte central do altar no nicho construído por cima do sacrário. 
Entre 1970 e 1971, Frei Marcelino Sérgio Bícego, administrador Apostólico da Diocese de Carolina, juntamente com Frei Tranquilino, realizaram o acabamento da igreja colocando os vitrais dados por famílias da cidade.
Em 29 de julho de 1987, com a criação da Diocese de Imperatriz, a Paróquia de Fátima foi elevada à condição de catedral, tornando-se sede episcopal da nova circunscrição religiosa, com Dom Affonso Felippe Gregory como primeiro bispo. 
Em agosto de 2023, foram iniciadas as obras de revitalização e ampliação do templo, com inspiração na Basílica de Nossa Senhora de Fátima, em Portugal.

## Arquitetura e Interior
A catedral destaca-se por seu interior ornamentado com afrescos representando as estações da Via Sacra, além de vitrais coloridos que realçam a devoção mariana e conferem ao espaço uma atmosfera de introspecção e reverência.
As 14 grandes pinturas da Via Sacra foram feitas por Frei Damaso entre 1979 e 1980. Sobre o altar, há uma grande pintura que representa Jesus partindo o pão com os discípulos de Emaús. Na fachada da Catedral, há um mosaico que representa a aparição de Nossa Senhora de Fátima aos pastorinhos e há o símbolo da Eucaristia, situado no alto, a quase 15 metros de altura. 
No projeto de revitalização e ampliação da igreja, foram preservados as 14 pinturas da Via Sacra e a pintura sobre o altar, enquanto na fachada haverá o símbolo da Eucaristia e uma estátua da aparição de Fátima. Embora haja inspiração no Santuário de Fátima em Portugal, as obras da catedral mantiveram elementos sua identidade local, preservando sua riqueza histórica e cultural. Também serão construídos o Museu de Arte Sacra da Diocese de Imperatriz, uma nova torre de 37 metros de altura, a Capela do Céu, um espaço de oração, e o Memorial Padre Josimo, além de uma revitalização da praça de Fátima.